# Илија Топурија
Илија Топурија (енгл. Ilia Topuria; рођен 21. јануара 1997) је мма борац грузијског порекла који наступа под заставом Шпаније. Такмичи се у UFC-овој лакој категорији и од 2024. године држи титулу првака света у тој дивизији. Познат је по свом агресивном стилу, завршењима у раним фазама меча, као и по техничкој вештини у партеру, заснованој на бразилској џиу-џици.
Топурија је један од ретких непоражених бораца на највишем нивоу и први је борац из Шпаније који је постао UFC шампион у некој категорији.

## Биографија
Илија Топурија је рођен у Халеу, Немачка, као дете грузијских емиграната. Убрзо након његовог рођења, породица се вратила у Грузију, где је провео рано детињство. У десетој години, са породицом се преселио у Шпанију, у град Алмерија, где је започео озбиљан тренажни процес у борилачким спортовима.

## ММА каријера

### Рани почетци
Његова борилачка каријера започела је у клубу Climent Club, где је усавршавао своје вештине у бразилској џиу-џици. Касније је стекао црни појас, што ће постати основа његовог препознатљивог стила у партеру.
Топурија је свој професионални ММА деби имао 2015. године, и одмах је скренуо пажњу јавности серијом брзих победа сабмишном и нокаутом. Борбе је у почетку водио на европској сцени, укључујући организације као што су Cage MMA и Brave CF.

### Улазак у UFC
У октобру 2020. године, Топурија је дебитовао у UFC-у на кратком обавештењу, заменивши повређеног борца. Остварио је убедљиву победу против Јусуфа Залала, чиме је започео свој победнички низ у организацији.
У наредним годинама остварио је неколико запажених победа, укључујући нокауте над Рајаном Холом и Џејем Хербертом, као и доминантну победу над Џошом Еметом у главној борби вечери.

### Освајање титуле
Фебруара 2024. године, Илија Топурија се суочио са Алексом Волкановским, дугогодишњим шампионом у перолашкој категорији, на догађају UFC 298 и победио га нокаутом у другој рунди, чиме је освојио и перолашку титулу.
Касније, 28. јуна 2025. године, на UFC 317 у Лас Вегасу, Топурија се суочио са бившим шампионом лаке категорије, Чарлсом Оливеиром. Победио га је нокаутом у првој рунди (2:27), чиме је освојио и другу титулу — постао је двоструки шампион UFC-а (перолашке и лаке категорије).
Победе над Волкановским и Оливеиром знатно су увеличале његов углед у Шпанији и Грузији, где је постао национални херој — и први Шпанац са двоструком UFC титулом.

## Стил борбе
Топурија је познат по својој експлозивности, изузетној снази и техничкој прецизности. Његов стил укључује снажне ударце у стојећем положају, али и велику прецизност и контролу у партеру. Већину својих победа остварио је нокаутом или сабмишном у првој рунди. Поседује јаку базу у бразилској џиу-џици и рвању, што му омогућава да буде доминантан како у стојећем, тако и у партерском делу борбе.

## Успеси и достигнућа

### UFC
- UFC шампион у перо лакшој категорији (од 2024)[14]
- UFC шампион у лакој категорији (од 2025)[15]
- Performance of the Night – 3 пута[16]
- Fight of the Night – 1 пут[17]
- Први шампион и двоструки шампион из Шпаније у UFC историји[18]

### Остали успеси
- Непоражен у професионалној каријери: 17 победа (8 нокаутом, 7 сабмишном, 2 одлуком)
- Црни појас у бразилском џиу-џицу

## ММА рекорд
| Резултат | Скупни скор | Противник                 | Метод                        | Догађај                | Датум              |
| -------- | ----------- | ------------------------- | ---------------------------- | ---------------------- | ------------------ |
| Победа   | 17–0        | Чарлс Оливеира            | Нокаут (ударац)              | UFC 317                | 28. јун 2025.      |
| Победа   | 16–0        | Макс Холоуеј              | Нокаут (ударац)              | UFC 308                | 26. октобар 2024.  |
| Победа   | 15–0        | Александар Волкановски    | Нокаут (ударац)              | UFC 298                | 17. фебруар 2024.  |
| Победа   | 14–0        | Џош Емет                  | Једногласна одлука           | UFC on ABC 5           | 24. јун 2023.      |
| Победа   | 13–0        | Брајс Мичел               | Сабмишн (arm-triangle choke) | UFC 282                | 10. децембар 2022. |
| Победа   | 12–0        | Џеј Херберт               | Нокаут (ударац)              | UFC Fight Night 204    | 19. март 2022.     |
| Победа   | 11–0        | Рајан Хол                 | Нокаут (ударац)              | UFC 264                | 10. јул 2021.      |
| Победа   | 10–0        | Дејмон Џексон             | Нокаут (ударац)              | UFC on ESPN 19         | 5. децембар 2020.  |
| Победа   | 9–0         | Јусуф Залал               | Једногласна одлука           | UFC Fight Night 179    | 10. октобар 2020.  |
| Победа   | 8–0         | Стивен Гонсалвеш          | Победа                       | Brave CF 29            | 15. новембар 2019. |
| Победа   | 7–0         | Луис Гомез                | Победа                       | Brave CF 26            | 7. септембар 2019. |
| Победа   | 6–0         | Ми́ка Хамали́найнен         | Победа                       | Cage 43                | 28. април 2018.    |
| Победа   | 5–0         | Брајан Боуланд            | Сабмишн (anaconda choke)     | CW 94                  | 16. јун 2018.      |
| Победа   | 4–0         | Хон Гуари́n                | Победа                       | MFE (Mix Fight Events) | 5. новембар 2016.  |
| Победа   | 3–0         | Даниел Васкез             | Победа                       | MFE                    | 7. мај 2016.       |
| Победа   | 2–0         | Калил Мартин Ел Чалиби    | Победа                       | Climent Club           | 9. мај 2015.       |
| Победа   | 1–0         | Франциско Хавијер Асприља | Победа                       | WCW                    | 4. април 2015.     |